# Comté de Lawrence (Missouri)
Pour les articles homonymes, voir Comté de Lawrence.
Le comté de Lawrence (en anglais : Lawrence County) est un comté des États-Unis, situé dans l'État du Missouri.